# Kirk Sisco
Pour les articles homonymes, voir Sisco (homonymie).
Kirk Sisco est un acteur américain.

## Filmographie
- 1985 : Mémoires du Texas (The Trip to Bountiful) : le contrôleur du train
- 1986 : Massacre à la tronçonneuse 2 : un enquêteur
- 1994 : Protection rapprochée de Robert Ellis Miller : Robert Boutel
- 2003 : La Vie de David Gale : un reporter TV